# Бафтинг
Бафтинг (англ. buffeting, от buffet — ударять, бить) — один из видов автоколебаний, представляющий собой вынужденные колебания всей конструкции или её частей, вызванные периодическим срывом турбулентных вихрей с расположенных впереди конструктивных элементов при их обтекании.
Для летательных аппаратов бафтинг чаще всего проявляется как резкие неустановившиеся колебания хвостового оперения, вызванные аэродинамическими импульсами от спутной струи воздуха за крылом.

## История
В начале 1930-х годов во время проведения расследования причин катастрофы пассажирского самолёта фирмы «Юнкерс» появился термин «бафтинг». В это время активизировались исследования бафтинга на моделях самолетов в аэродинамических трубах конструкторских бюро разных странах.
В то время в СССР над проблемой бафтинга работал Г. Г. Абдрашитов. За свои работы по бафтингу хвостового оперения самолётов он получил мировое признание. В дальнейшем исследованиями природы и путей решения проблемы бафтинга занимались российские учёные А. Н. Луговцов, В. В. Назаренко, Г. М. Фомин.

## Природа возникновения
При отрыве воздушного потока с плохообтекаемых элементов конструкции, таких как: тормозные щитки, интерцепторы, шасси и др., а так же при больших углах атаки и значительных углах отклонения элементов механизации крыла, возникает бафтинг.  В этих местах появляются пульсации давления, что провоцирует вибрацию элементов конструкции и несущих поверхностей летательного аппарата с широким спектром частот, перекрывающим диапазон частот их собственных колебаний.

## Виды бафтинга
- Бафтинг в спутном следе — возникает при полёте на больших углах атаки вследствие отрыва потока с передних частей самолёта, образуя вихревое течение со сложной структурой и повышенным уровнем турбулентности; попадая, на хвостовое оперение
- «Скоростной» бафтинг — возникает при полетах на околозвуковых и сверхзвуковой скоростях, в этом случае отрыв потока и пульсации давления являются следствием взаимодействия скачков уплотнения с пограничным слоем.
- Интенсивный бафтинг — возникает при прямом воздействии на конструкцию летательного аппарата скачков уплотнения, в том числе связанных со струями его двигателей. Интенсивный бафтинг, при определённой амплитуде и частоте стохастические колебания конструкции летательного аппарата могут перейти в автоколебания, условно называемые бафтинговым флаттером.

Бафтинг можно разделять на лёгкий, умеренный и тяжёлый:
- Лёгкий бафтинг — незначительные вибрации в кабине экипажа и пассажирском салоне, что не препятствует нормальной эксплуатации самолёта.
- Умеренный бафтинг — повышенные вибрации, которые усложняют пилотирование самолёта, ухудшают комфорт экипажа и пассажиров, а также существенно снижается ресурс конструкции.
- Тяжёлый бафтинг — слишком сильные вибрации конструкции и органов управления самолёта, исключает возможность пилотирования и может привести к разрушению самого летательного аппарата.

При бафтинге создаются серьёзные проблемы для пассажирских и военных самолётов, а также для воздушно-космических самолётов и ракет-носителей.

## Борьба с бафтингом
Совсем предотвратить бафтинг или снизить его интенсивности можно путем усиления или повышения демпфирующих свойств конструкции летательного аппарата, устранить или ограничить область отрыва потока за счёт изменения обводов элементов самолёта (прежде всего крыла, его наплывов, сопряжения с фюзеляжем) и расположения оперения вне зоны действия вихревых течений с крыла и носовой части фюзеляжа. Иногда более эффективным является применение небольших устройств типа турбулизаторов, что позволяет снизить пульсации давления в диапазоне собственных частот колебаний конструкции. Использованием миниатюрных пьезоприводов либо штатных рулей самолёта позволяет активно управлять бафтингом и снижать уровня вибраций. 